# Liste der Naturdenkmäler im Bezirk Krems-Land
Die Liste der Naturdenkmäler im Bezirk Krems-Land enthält die Naturdenkmäler im Bezirk Krems-Land.

## Naturdenkmäler
| Foto |                 | Name                                                         | ID      | Standort | Beschreibung | Fläche | Datum      |
| ---- | --------------- | ------------------------------------------------------------ | ------- | --- | --- | ------ | ---------- |
| 1    | Datei hochladen | Erlenauwald am Attenreither Bach                             | KR-086  | Albrechtsberg an der Großen Krems KG: Albrechtsberg; Attenreith GrStNr: 1449; 1448; 1453; 1452; 1450; 1451; 1623/2 – 123/2; 126; 124; 128/1 Standort                                                                                     | |        | 23.04.1990 |
| 1    | Datei hochladen | Umgebungsgebiet der Ferdinandswarte                          | KR-107  | Bergern im Dunkelsteinerwald KG: Unterbergern GrStNr: 306/3 Standort | |        | 08.08.2005 |
| 1    | Datei hochladen | Feuchtbiotop vor der Ferdinandswarte                         | KR-089  | Bergern im Dunkelsteinerwald KG: Unterbergern GrStNr: 361 Standort | |        | 13.01.1992 |
| 1    | Datei hochladen | Eiche                                                        | KR-059  | Bergern im Dunkelsteinerwald KG: Wolfenreith GrStNr: 79 Standort | |        | 23.01.1981 |
| 1    | Datei hochladen | Felspartie                                                   | KR-002  | Dürnstein KG: Dürnstein GrStNr: 1455; 648/1; 649; 56; 1457; 1554/3; 1456; 1456/2; 1457; 1468; 1467; 643/1; 55; 653; 651/1; 651/2; 648/1; 90; 91; 88/2; 89; 87/1; 1456/1; 648/1; 649; 1450/2; 1552; 1467; 1468; 633; 648/2; 9091 Standort | Die Felspartie umfasst mehrere Felsen um Dürnstein, wie etwa die Felsen unterhalb der Burgruine oder die Biratalwand. Letztere wurde im Jahr 1909 als Steinbruch herangezogen, um im Vorfeld des Wachaubahnbaus Material zu gewinnen. Durch die bei den Sprengungen entstandenen Risse wurde der Berg instabil und es kam zu mehreren Felsstürzen. Nach einem schweren Felssturz im Jahr 2009 erfolgte eine aufwändige Sanierung.Anmerkung: Grundstücksgenau |        | 08.02.1927 |
| 1    | Datei hochladen | Trockenrasen Kellerberg                                      | KR-109  | Dürnstein KG: Dürnstein GrStNr: 121/2; 648/2 Standort | |        | 27.11.2006 |
| 1    | Datei hochladen | Trockenrasengebiet im Bereich der Ried Höhereck              | KR-090  | Dürnstein KG: Dürnstein GrStNr: 197; 199; 200; 203/1; 235/1; 236/1; 236/2 Standort | |        | 09.03.1992 |
| 1    | Datei hochladen | Kastanienallee beidseits der Landesstraße 2192               | KR-092  | Grafenegg KG: Kamp GrStNr: 648 Standort | |        | 18.12.1992 |
| 1    | Datei hochladen | Mammutbaum                                                   | KR-053  | Furth bei Göttweig KG: Göttweig GrStNr: 4 Standort | |        | 30.06.1980 |
| 1    | Datei hochladen | Hohlweg Zellergraben in Furth                                | KR-104  | Furth bei Göttweig KG: Furth GrStNr: 876/1; 877/2 Standort | Der Hohlweg Zellergraben wurde wegen seiner Lösswände – und weil viele Gräben in der Vergangenheit zugeschüttet wurden – geschützt. |        | 02.04.2001 |
| 1    | Datei hochladen | 1 Linde                                                      | KR-022  | Gföhl KG: Gföhl GrStNr: 1308/1 Standort | |        | 06.02.1957 |
| 0 BW | Datei hochladen | Luckerter Stein                                              | KR-111  | Gföhl KG: Litsch und Wurfenthalgraben GrStNr: 231;230 Standort | |        | 01.03.2017 |
| 1    | Datei hochladen | Sommerlinden                                                 | KR-076  | Gföhl KG: Moritzreith GrStNr: 1217; 1227 Standort | |        | 27.07.1983 |
| 1    | Datei hochladen | Eschenallee                                                  | KR-085  | Gföhl KG: Rastbach GrStNr: 90; 351/2 Standort | |        | 22.08.1989 |
| 1    | Datei hochladen | Feuchtbiotop                                                 | KR-095  | Gföhl KG: Seeb GrStNr: 730/1 Standort | |        | 01.04.1994 |
| 1    | Datei hochladen | Amphibienbiotop                                              | KR-096  | Jaidhof KG: Eisenbergeramt GrStNr: 938/2; 822 Standort | |        | 15.07.1997 |
| 1    | Datei hochladen | 1 Winterlinde                                                | KR-004  | Jaidhof KG: Jaidhof GrStNr: 114/1 Standort | Anmerkung: Grundstücksgenau |        | 14.05.1937 |
| 0 BW | Datei hochladen | Bäume                                                        | KR-055  | Krumau am Kamp KG: Idolsberg GrStNr: 18 Standort | |        | 01.07.1980 |
| 1    | Datei hochladen | Winterlinde                                                  | KR-046  | Krumau am Kamp KG: Tiefenbach GrStNr: 1675/2 Standort | |        | 04.10.1977 |
| 1    | Datei hochladen | Edelkastanie                                                 | KR-108  | Langenlois KG: Haindorf GrStNr: 1126 Standort | |        | 07.04.2006 |
| 1    | Datei hochladen | Seewiese                                                     | KR-084  | Langenlois KG: Mittelberg GrStNr: 1539 Standort | |        | 18.07.1989 |
| 1    | Datei hochladen | 4 Rosskastanien                                              | KR-028  | Lichtenau im Waldviertel KG: Brunn am Walde GrStNr: 844/2 Standort | |        | 10.11.1981 |
| 1    | Datei hochladen | 40 Bäume im Schlosspark von Lichtenau                        | KR-056  | Lichtenau im Waldviertel KG: Lichtenau GrStNr: 41 Standort | |        | 13.11.1980 |
| 1    | Datei hochladen | Gneisfelsblöcke „Heidnische Opferstätte“                     | KR-020  | Lichtenau im Waldviertel KG: Loiwein GrStNr: 31/1 Standort | |        | 11.01.1957 |
| 0 BW | Datei hochladen | Sommerlinde                                                  | KR-052  | Lichtenau im Waldviertel KG: Wietzen GrStNr: 243/1 Standort | |        | 08.07.1980 |
| 1    | Datei hochladen | Iriswiese                                                    | KR-078  | Maria Laach am Jauerling KG: Wiesmannsreith GrStNr: 173/1; 175/1 Standort | |        | 18.08.1982 |
| 1    | Datei hochladen | 2 Winterlinden                                               | KR-099  | Maria Laach am Jauerling KG: Zeissing GrStNr: 25 Standort | |        | 12.11.1998 |
| 1    | Datei hochladen | Platane                                                      | KR-049  | Mautern an der Donau KG: Mautern GrStNr: 1/1 Standort | Große Platane im Innenhof des Schlosses Mautern |        | 29.01.1980 |
| 1    | Datei hochladen | Feuchtbiotop in der KG Höbenbach                             | KR-093  | Paudorf KG: Höbenbach GrStNr: 1525 Standort | |        | 01.06.1993 |
| 0 BW | Datei hochladen | Pflanzen auf dem Grundstück Nr. 804                          | KR-088  | Paudorf KG: Tiefenfucha GrStNr: 804 Standort | |        | 21.12.1989 |
| 1    | Datei hochladen | Naturhöhle „Konglomerathöhle“                                | KR-069  | Rohrendorf bei Krems KG: Oberrohrendorf GrStNr: 1152/2 (alt); 1193 (neu) Standort | Die Konglomerathöhle (Kataster-Nr. 6854/54) ist mit einer Länge von 218 Metern die längst bekannte Konglomerathöhle Österreichs (Stand 1985). Sie befindet sich im Hollenburg-Karlstettner Konglomerat des Saubühels. |        | 08.02.1982 |
| 1    | Datei hochladen | Naturhöhle „Steinwandlloch“                                  | KR-071  | Rohrendorf bei Krems KG: Oberrohrendorf GrStNr: 1148; 1152/4 Standort | Das Steinwandlloch (Kataster-Nr. 6854/57) erreicht eine Länge von knapp 10 m im Hollenburg-Karlstettner Konglomerat. |        | 08.02.1982 |
| 1    | Datei hochladen | Naturhöhle „Steinwandlschluf“                                | KR-070  | Rohrendorf bei Krems KG: Oberrohrendorf GrStNr: 1126/2; 1125/2 (alt); 1193 (neu) Standort | Der Steinwandlschluf (Kataster-Nr. 6854/58) erreicht eine Länge von 14 m im Hollenburg-Karlstettner Konglomerat. Er besteht aus einem niederen 6 × 3 m großen Raum, der als Unterstand dient, und einer schlufartigen Fortsetzung. |        | 08.02.1982 |
| 0 BW | Datei hochladen | Roteichengruppe                                              | KR-050  | Rossatz-Arnsdorf KG: Rossatz GrStNr: 1515/1 Standort | Anmerkung: Grundstücksgenau |        | 01.07.1980 |
| 1    | Datei hochladen | 3 Felsgruppen mit Strandauskolkungen der urzeitlichen Donau  | KR-060  | Rossatz-Arnsdorf KG: Rührsdorf GrStNr: 291/1; 227/3 Standort | |        | 22.01.1981 |
| 1    | Datei hochladen | Evangelisteine                                               | KR-066  | Rossatz-Arnsdorf KG: Rührsdorf GrStNr: 219 Standort | |        | 12.11.1981 |
| 0 BW | Datei hochladen | Hangwiese St. Johann                                         | KR-105  | Rossatz-Arnsdorf KG: Oberarnsdorf GrStNr: 365/1; 365/2 Standort | |        | 04.10.2005 |
| 1    | Datei hochladen | Trockenrasen Trauntal                                        | KR-110  | Rossatz-Arnsdorf KG: Oberarnsdorf GrStNr: 569 Standort | |        | 13.01.2010 |
| 1    | Datei hochladen | Trockenrasenböschung Rossatz-Kreuzberg                       | KR-106  | Rossatz-Arnsdorf KG: Rossatz GrStNr: 462 Standort | |        | 05.10.2005 |
| 1    | Datei hochladen | 1 Eiche (Silberne Eiche)                                     | KR-010  | Schönberg am Kamp KG: Freischling GrStNr: 988 Standort | → Hauptartikel : Silberne Eiche f1 |        | 01.12.1926 |
| 1    | Datei hochladen | Lindengruppe „Dreikreuzbäume“                                | KR-043  | Schönberg am Kamp KG: Freischling GrStNr: 1243 Standort | |        | 08.07.1977 |
| 1    | Datei hochladen | Irblingfelsen mit Uhuhorst                                   | KR-008  | Schönberg am Kamp KG: Stiefern GrStNr: 449/1 Standort | |        | 25.03.1937 |
| 0 BW | Datei hochladen | Halbtrockenrasen „Im Sommerl“                                | KR-091  | Spitz KG: Schwallenbach GrStNr: 302; 303; 304; 305/1; 305/2; 314/2 Standort | |        | 22.07.1992 |
| 1    | Datei hochladen | 1 Kastanienbaum                                              | KR-065  | Spitz KG: Spitz GrStNr: 2181 Standort | |        | 11.11.1981 |
| 1    | Datei hochladen | Elsbeerbaum                                                  | KR-072  | Spitz KG: Spitz GrStNr: 1838 Standort | |        | 18.01.1983 |
| 0 BW | Datei hochladen | Pflanzenstandort Setzberg in der KG Spitz                    | KR-087  | Spitz KG: Spitz GrStNr: 830; 831/1; 832; 823/2; 829; 824; 823/1; 812/1; 812/2; 827; 775 Standort | |        | 09.10.1990 |
| 0 BW | Datei hochladen | Quellflur des Ritzlingbaches                                 | KR-101  | Spitz KG: Spitz GrStNr: 1276; 1277; 1279; 1284 Standort | |        | 21.09.1999 |
| 1    | Datei hochladen | Teufelsmauer                                                 | KR-012  | Spitz KG: Spitz GrStNr: 432 Standort | → Hauptartikel : Teufelsmauer (Wachau) f1 |        | 08.08.1929 |
| 0 BW | Datei hochladen | Trockenrasen-Komplex Vogelsang – Erweiterung                 | KR-103  | Spitz KG: Spitz GrStNr: 882; 904/1; 904/2; 930; 931; 932; 933; 901; 929/1; 929/2; 934; 891; 892 Standort | |        | 03.11.1999 |
| 1    | Datei hochladen | Trockenrasen/Felstrockenrasen unterhalb der Ruine Hinterhaus | KR-102  | Spitz KG: Spitz GrStNr: 496/1 Standort | |        | 21.09.1999 |
| 0    | Datei hochladen | 2 Sommerlinden                                               | KR-064  | Spitz KG: Spitz GrStNr: .217/1 | |        | 10.11.1981 |
| 1    | Datei hochladen | Felsgebilde (Schwedentisch)                                  | KR-038  | Straß im Straßertale KG: Straß GrStNr: 3114; 3248 Standort | |        | 06.11.1973 |
| 1    | Datei hochladen | Rosskastanie                                                 | KR-073  | Straß im Straßertale KG: Wiedendorf GrStNr: 98 Standort | |        | 11.02.1983 |
| 1    | Datei hochladen | Baumgruppen                                                  | KR-083  | Droß KG: Droß GrStNr: 238; 240/2 Standort | |        | 16.06.1986 |
| 1    | Datei hochladen | Eschen                                                       | KR-082  | Droß KG: Droß GrStNr: 808; 809 Standort | |        | 14.10.1986 |
| 1    | Datei hochladen | Sommerlinde                                                  | KR-034  | Droß KG: Droß GrStNr: 897/1 Standort | |        | 19.09.1966 |
| 1    | Datei hochladen | Trockenrasen St. Michael-West                                | KR-098  | Weißenkirchen in der Wachau KG: St. Michael GrStNr: 142/30; 142/31; 373; 142; 142/24; 142/25; 142/2; 142/27; 124/28; 147; 142/3; 142/4; 144; 145; 146 Standort                                                                           | |        | 29.05.1998 |
| 0 BW | Datei hochladen | "St. Michael-Nord" Halbtrockenrasen                          | KR-097  | Weißenkirchen in der Wachau KG: St. Michael GrStNr: 142/11; 91; 92; 93; 94; 80; 84; 85; 127; 128; 132; 79; 142/18 Standort | |        | 17.03.1998 |
| 1    |                 | Gudenushöhle                                                 | KR-H-17 | Weinzierl am Walde KG: Nöhagen GrStNr: 901/18 Standort | → Hauptartikel : Gudenushöhle f1 |        | 28.08.1969 |

## Ehemalige Naturdenkmäler
| Foto |                 | Name            | ID     | Standort                                                      | Beschreibung | Fläche | Datum      |
| ---- | --------------- | --------------- | ------ | ------------------------------------------------------------- | --- | ------ | ---------- |
| 1    | Datei hochladen | Eschen          | KR-082 | Droß KG: Droß GrStNr: 808; 809 Standort                       | |        | 14.10.1986 |
| 1    | Datei hochladen | 2 Winterlinden  | KR-077 | Gföhl KG: Hohenstein GrStNr: 482/4 Standort                   | |        | 06.09.1983 |
| 1    | Datei hochladen | Eschenallee     | KR-085 | Gföhl KG: Rastbach GrStNr: 90; 351/2 Standort                 | |        | 22.08.1989 |
| 1    | Datei hochladen | Winterlinde     | KR-074 | Gföhl KG: Rastbach GrStNr: 3/1 Standort                       | |        | 01.12.1982 |
| 1    | Datei hochladen | Sommerlinde     | KR-036 | Krumau am Kamp KG: Eisenberg GrStNr: 9; 53 Standort           | Die seit 1973 geschützte Sommerlinde (Tilia platyphyllos) bei der Ortskapelle von Eisenberg wurde offenbar im Frühjahr 2016 gefällt. |        | 24.07.1973 |
| 1    | Datei hochladen | Winterlinde     | KR-035 | Lengenfeld KG: Lengenfeld GrStNr: 233 Standort                | |        | 17.11.1972 |
| 1    | Datei hochladen | Sommerlinde     | KR-044 | Lichtenau im Waldviertel KG: Lichtenau GrStNr: 759/2 Standort | Die seit 1977 geschützte Sommerlinde (Tilia platyphyllos) am östlichen Ortsende von Lichtenau wurde im Frühjahr 2016 gefällt.Anmerkung: Auskunft: Gemeindeamt Lichtenau |        | 25.08.1977 |
| 1    | Datei hochladen | Winterlinde     | KR-094 | Lichtenau im Waldviertel KG: Lichtenau GrStNr: 36 Standort    | Die Winterlinde (Tilia cordata) neben der Pfarrkirche von Lichtenau wurde 1993 zum Naturdenkmal erklärt und musste im Frühjahr 2015 gefällt werden. |        | 12.11.1993 |
| 0    | Datei hochladen | 3 Sommerlinden  | KR-031 | Lichtenau im Waldviertel KG: Lichtenau GrStNr: 748/1          | |        | 03.05.1983 |
| 1    | Datei hochladen | Lärchenallee    | KR-033 | Rastenfeld KG: Zierings GrStNr: 798 Standort                  | |        | 29.01.1964 |
| 1    | Datei hochladen | Esche           | KR-079 | Mühldorf KG: Mühldorf GrStNr: 131/1 Standort                  | |        | 07.11.1984 |
| 0 BW | Datei hochladen | Roteichengruppe | KR-050 | Rossatz-Arnsdorf KG: Rossatz GrStNr: 1515/1 Standort          | Anmerkung: Grundstücksgenau |        | 01.07.1980 |
| 1    | Datei hochladen | Winterlinde     | KR-048 | Schönberg am Kamp KG: Stiefern GrStNr: 3438 Standort          | |        | 16.03.1978 |
| 1    | Datei hochladen | 2 Sommerlinden  | KR-064 | Spitz KG: Spitz GrStNr: .217/1 Standort                       | |        | 10.11.1981 |
| 1    | Datei hochladen | Baumallee       | KR-068 | Spitz KG: Spitz GrStNr: 2210/7 Standort                       | |        | 27.01.1982 |
| 1    | Datei hochladen | Wildkirsche     | KR-100 | Rastenfeld KG: Mottingeramt GrStNr: 299 Standort              | Der Wildkirschbaum (Prunus avium) bei Mottingeramt wurde 1999 zum Naturdenkmal erklärt. Zum Zeitpunkt der Unterschutzstellung betrug der Stammdurchmesser 110 cm, die Höhe etwa 15 m und das Alter wurde auf 80 – 100 Jahre geschätzt. Der Baum wurde im Frühjahr 2015 gefällt. |        | 14.04.1999 |

| Foto:                    | Fotografie des Naturdenkmals. Klicken des Fotos erzeugt eine vergrößerte Ansicht. Daneben finden sich zwei Symbole: \| Weitere Bilder vorhanden \| Das Symbol bedeutet, dass weitere Fotos des Objekts verfügbar sind. Durch Klicken des Symbols werden sie angezeigt. \| \| Eigenes Foto hochladen \| Durch Klicken des Symbols können weitere Fotos des Objekts in das Medienarchiv Wikimedia Commons hochgeladen werden. \| |
| Name:                    | Bezeichnung des Naturdenkmals laut offiziellen Quellen |
| ID                       | Identifikator |
| Standort:                | Es ist die Gemeinde und falls vorhanden die Adresse angegeben. Darunter sind die Katastralgemeinde (KG) und die Grundstücksnummer angeführt. Durch Aufruf des Links Standort wird die Lage des Denkmals in verschiedenen Kartenprojekten angezeigt. |
| Beschreibung             | Kurze Beschreibung des Naturdenkmals |
| Fläche                   | Fläche des Naturdenkmals in Hektar (ha) |
| Datum                    | Datum oder Jahr der Unterschutzstellung |
| Weitere Bilder vorhanden | Das Symbol bedeutet, dass weitere Fotos des Objekts verfügbar sind. Durch Klicken des Symbols werden sie angezeigt. |
| Eigenes Foto hochladen   | Durch Klicken des Symbols können weitere Fotos des Objekts in das Medienarchiv Wikimedia Commons hochgeladen werden. |